# Ruth Schnell
Ruth Schnell (* 1956 in Feldkirch) lebt und arbeitet als Künstlerin in Wien.

## Leben
Ruth Schnell studierte ab 1976 Kunstgeschichte und Psychologie an der Universität Innsbruck, besuchte 1977/1978 die Grundklasse "Visuelle Gestaltung" an der Kunstuniversität Linz bei Laurids Ortner. Danach besuchte sie die Meisterklassen Malerei und Grafik, Kunsterziehung sowie Werkerziehung. 1981 ging Ruth Schnell nach Wien und studierte Kunstpädagogik und Visuelle Mediengestaltung bei Peter Weibel an der Universität für angewandte Kunst Wien und ab 1982 Werkerziehung bei Edelbert Köb an der Akademie der Bildenden Künste.
Schnell ist seit 1987 als Lehrende für Digitale Kunst an der Universität für angewandte Kunst Wien, an der sie 2009 habilitierte, tätig.
Von 2011 bis 2023 war Ruth Schnell Leiterin der Abteilung Digitale Kunst (zuvor als Institut Visuelle Mediengestaltung von Peter Weibel 1988 gegründet).

## Ausstellungen
- 1995: Vertreterin Österreichs auf der Biennale von Venedig[2]
- 2004: Steirischer Herbst Minoriten-Galerie Graz[3]

## Auszeichnungen
- 1990: Förderungspreis des Landes Vorarlberg
- 1990: Anerkennungspreis Prix Ars Electronica
- 1992: Rudolf-Wacker-Preis
- 2001: Internationaler Kunstpreis des Landes Vorarlberg[4]
- 2008: Österreichischer Kunstpreis für Medienkunst
- 2024: Preise der Stadt Wien für Medienkunst[5]